# Mexico City (pel·lícula)
Mexico City és una pel·lícula canadenca de l'any 2000 dirigida i coescrita per Richard Shepard, la història d'una dona afligida que busca el seu germà que ha desaparegut de vacances a ciutat de Mèxic.

## Argument
La pel·lícula s'obre amb un breu muntatge de clips de pel·lícules vintage en blanc i negre que promouen el turisme a la Ciutat de Mèxic, dient: "Però aquesta no és la Ciutat de Mèxic d'avui", abans que es mostrin una sèrie enlluernadora d'escenes de la capital moderna i colorida. Veiem una parella gran en una casa tancada mentre es prepara per anar a treballar, abans de ser segrestat al carrer en una atrevida estratagema. La notícia informa que el metge del president mexicà va ser segrestat i finalment assassinat en un intent dels opositors polítics de demostrar que ni tan sols no pot protegir els funcionaris de la seva pròpia administració de la corrupció de les seves forces policials.
Mitch Cobb i el seu germà, Sam, arriben a la ciutat de camí cap a Oaxaca per fer una mica d'exploració. Al taxi, la Mitch finalment li diu a Sam tota la veritat sobre haver vist el seu marit besar la seva amant al carrer mentre passava amb els nens després de recollir-los a l'escola, just abans de ser atropellats per un camió i que morissin. El seu marit la va culpar, i Mitch va anar amb el seu germà en aquest viatge després del divorci per intentar ajudar-lo a mantenir-se net de les drogues i fora de problemes. En Sam s'ha assabentat recentment que la seva xicota està embarassada i no sap què fer. Així que Sam la deixa a l'Hotel Majestic i visita alguns bars.
L'endemà al matí no ha tornat a l'hotel. Comença una recerca frenètica, les seves preocupacions descarten pel personal de l'hotel, que l'adverteix que no s'impliqui amb la policia local, i l'ambaixador Mills, que la presenta al cap de la policia municipal al consolat, burlant-se del seu germà com un narcotraficant que es va perdre en una cantonada. Recorda en Pedro, el taxista que els va portar des de l'aeroport, que s'ofereix a ajudar-la a buscar 100 dòlars al dia. Finalment troben el bar on Sam va ser vist per última vegada i, finalment, segueixen el seu assassí, un senyor de la banda del bar, confirmant que tenen l'home adequat quan el seu conductor apareix amb la gorra de beisbol taronja de Sam, i finalment confessa que li van agafar la càmera. La seva bravura després d'haver estat amenaçada els fa recuperar a tots dos i se'ls permet marxar.
Després que Mitch li expliqui al cònsol com va trobar la càmera, un intrús a l'hotel l'ha noquejat i la roba, i l'ambaixador de sobte està molt interessat en què podria haver-hi a la pel·lícula, perquè el metge del president va rebre un tret darrere a la mateixa barra on Sam va ser vist per última vegada. El senyor de la banda jura que el van colpejar després que va sortir corrent del bany en pànic, per atrevir-se a entrar al seu territori, però el va deixar amb vida.
Li diu a l'ambaixador que ja va enviar la pel·lícula per revelar-la, i després que en Pedro l'ajudi a aconseguir les fotos, la deixa a la casa segura del cònsol on veuen el metge executat des de la finestra del bany del bar, a les fotos de Sam, el seu germà surt corrent davant d'ella en una escena de flashback. En pocs minuts, la policia de Ciutat de Mèxic envaeix la casa segura, l'ambaixador i tots els altres són assassinats excepte Mitch, amagada en un bany amb les fotos. Porta una pistola amb ella mentre fuig.
Busca refugiada en una església, després Pedro es proposa per portar-la a la frontera de Texas. En parlar una mica de les seves pròpies vides, en Pedro l'anima suaument a plantejar-se fer-se una nova família. A 10 quilòmetres de la frontera fins a un cotxe de la policia de Ciutat de Mèxic els deté. Mitch dispara a l'oficial amb l'arma que va treure de la casa segura abans que puguin ser executats; Pedro diu que no es preocupi per ell, mentre la deixa caure prop del pas fronterer. Mentre creua, és arrestada brutalment, amb els guàrdies mexicans i americans en un enfrontament armat. Aviat és exonerada, quan les fotos que va deixar a l'església es donen a les autoritats que mostren l'execució del metge per un conegut assassí.
Algun temps després es veu el fill petit d'en Mitch i en Sam corrent per una platja preciosa, on en Mitch està fent fotos, fins que ella li lliura la càmera, i ell li fa una foto somrient al sol.

## Repartiment
- Stacy Edwards com a Mitch Cobb
- Jorge Robles com a Pedro
- Johnny Zander com a Sam
- Robert Patrick com a ambaixador Mills
- Carlos Sanz com el tinent Menéndez
- Daniel Roebuck com a Chris
- Maura Tierney com a Pam al telèfon (veu)
- Alexander Gould com a Peter Cobb
- Dyllan Christopher com a Max